# Arthur Smith Woodward
Sir Arthur Smith Woodward, född 23 maj 1864 i Macclesfield nära Manchester, död 2 september 1944 i Haywards Heath, Sussex, var en engelsk paleontolog.
Woodward var biträdande föreståndare (Assistant Keeper) för geologiska avdelningen i British Museum 1892–1901, därefter föreståndare (Keeper) där intill 1924. Han blev berömd för många och värdefulla bidrag till kännedomen om fossila lägre ryggradsdjur.
Woodward var 1914–1916 president i Geological Society of London och 1919–1923  president i Linnean Society. Han tilldelades Lyellmedaljen 1896, Clarkemedaljen 1914, Royal Medal 1917 och Wollastonmedaljen 1924. Sistnämnda år erhöll han även knightvärdighet (titeln Sir). 
Woodward blev Fellow of the Royal Society 1901 och tilldelades Linnean Medal 1940.  Han invaldes som korresponderande ledamot av Geologiska Föreningen i Stockholm 1916 och som utländsk ledamot av svenska Vetenskapsakademien 1936.